# لابوان

جزيرة لابوان والجزر المحيطة

لابوان هي ولاية فدرالية في شرق ماليزيا، وهي مكونة من جزيرة لابوان وستة من الجزر الصغيرة، وتقع قبالة سواحل ولاية صباح.

## تاريخ
كانت لابوان جزءًا من سلطنة بروناي. في عام 1846، وقع سلطان بروناي عمر علي سيف الدين الثاني معاهدة مع بريطانيا للتنازل عن لابوان في نفس العام. أصبحت الجزيرة مستعمرة تابعة للتاج الملكي في عام 1848. خلال الحرب العالمية الثانية، احتلتها اليابان من ديسمبر 1941 إلى يونيو 1945.

## معرض صور

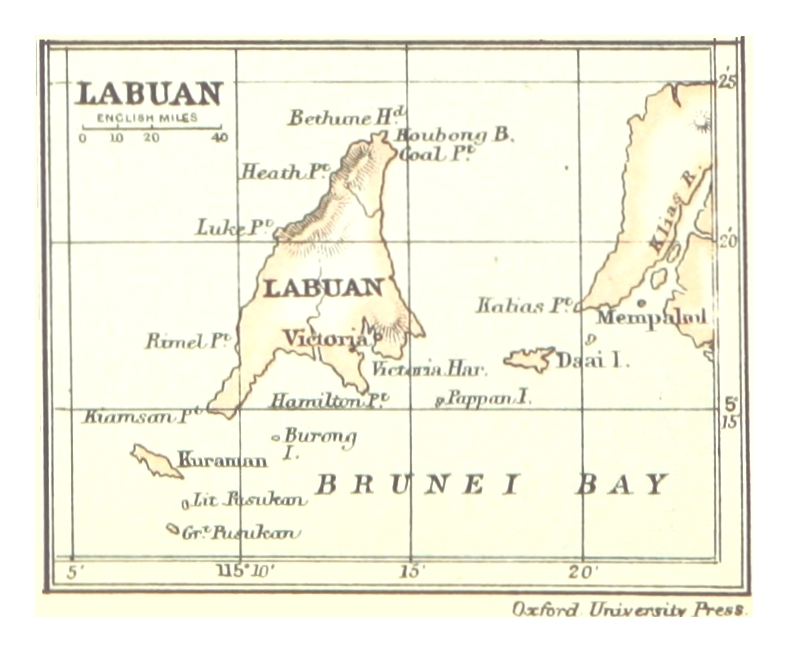
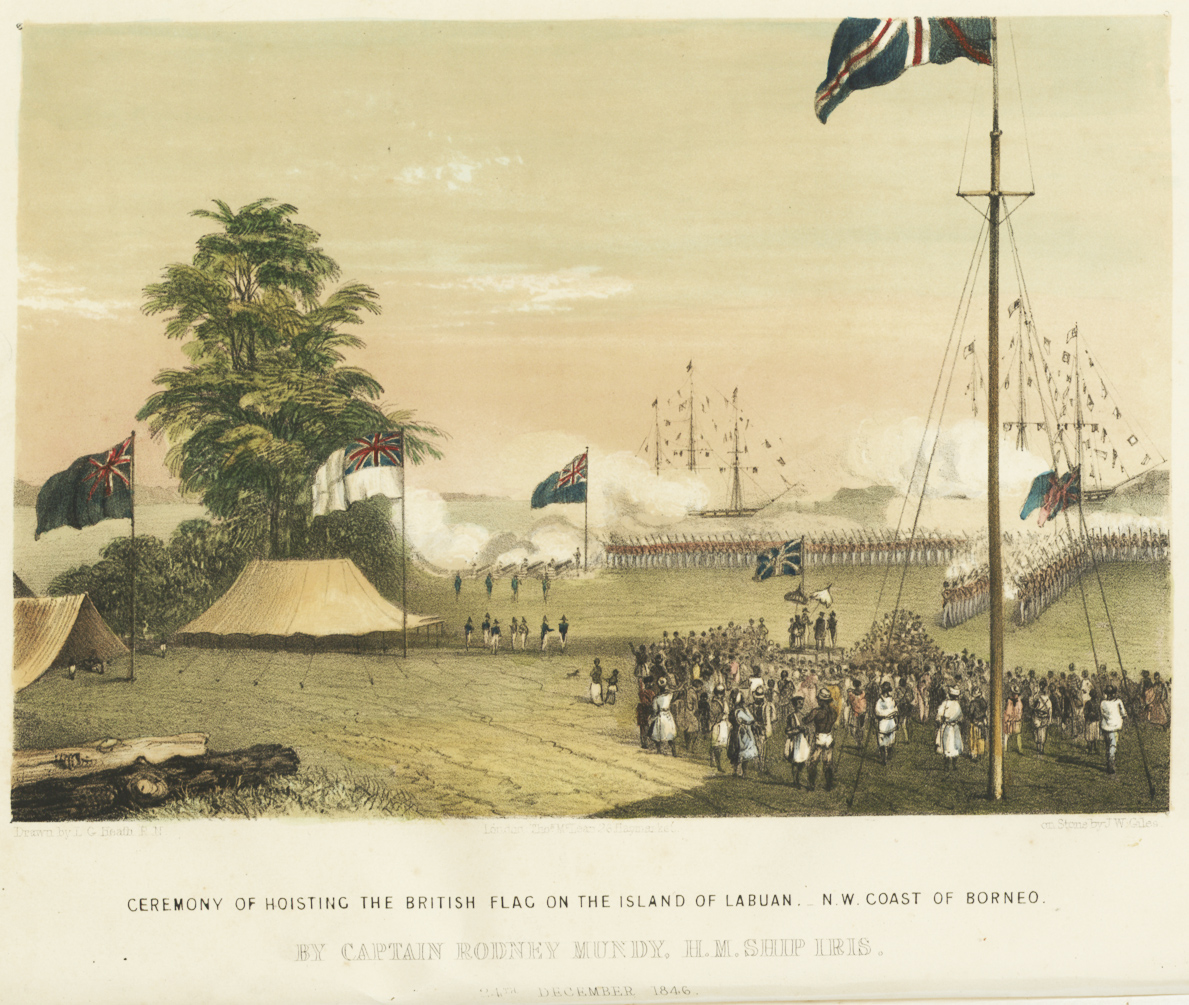
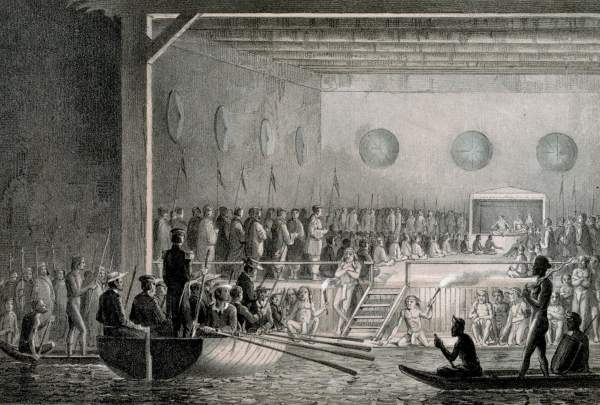

## أعلام
- سوريش سينغ
- كلفن تيو

## وصلات خارجية
- موقع مكتب السياحة في لابوان
- الموقع الرسمي